# Мумра
Мумра — село (в 1938—1995 — посёлок городского типа) в Икрянинском районе Астраханской области России, административный центр Мумринского сельсовета.

## География
Село расположено в дельте Волги, на реке Бакланья, в 112 км на юго-запад от города Астрахани.

## Население
| 1959 | 1970  | 1979  | 1989  | 2002  | 2010  |
| ---- | ----- | ----- | ----- | ----- | ----- |
| 7886 | ↘6403 | ↘4826 | ↘3911 | ↘2774 | ↘2372 |

## Учреждения села
- Пристань
- Судоремонтный завод
- Филиал швейной фабрики
- Участковая больница
- Восьмилетняя школа
- Мумринская средняя школа
- Детский сад «Золотая рыбка»
- Детский сад «Петушок»
- Хлебозавод
- Кооператив
- Летний сад
- Клуб
- Очистные сооружения
- Рыбоперерабатывающий завод.

## Известные люди
- Ажимов, Тулебай Хаджибраевич (1921—1988) — Герой Советского Союза.
- Пашков, Георгий Николаевич (1909—1993) — Герой Социалистического Труда.